# Sånghussjön
Sånghussjön är en sjö i Ljusdals kommun i Hälsingland och ingår i Ljusnans huvudavrinningsområde. Sjön har en area på 2,18 kvadratkilometer och ligger 218 meter över havet. Sjön avvattnas av vattendraget Sånghusån (Djuptjärnån).

## Delavrinningsområde
Sånghussjön ingår i det delavrinningsområde (684808-149683) som SMHI kallar för Utloppet av Sånghussjön. Medelhöjden är 248 meter över havet och ytan är 12,6 kvadratkilometer. Räknas de 5 avrinningsområdena uppströms in blir den ackumulerade arean 72,97 kvadratkilometer. Sånghusån (Djuptjärnån) som avvattnar avrinningsområdet har biflödesordning 4, vilket innebär att vattnet flödar genom totalt 4 vattendrag innan det når havet efter 142 kilometer. Avrinningsområdet består mestadels av skog (76 procent). Avrinningsområdet har 2,11 kvadratkilometer vattenytor vilket ger det en sjöprocent på 16,8 procent.